# Foire du livre de Bruxelles
Pour les articles homonymes, voir Foire du livre.
La Foire du livre de Bruxelles est une foire du livre annuelle qui se déroule depuis 1969 à Bruxelles, en Belgique. La Foire du livre de Bruxelles se tient actuellement sur le site de Tour et Taxis.

## Les Missions
La Foire du livre de Bruxelles est une association sans but lucratif qui a pour mission de fédérer les différents acteurs du monde du livre. Elle a par ailleurs une mission sociétale qui veut rapprocher les publics éloignés de la lecture du monde du livre (alphabétisation, personnes âgées, PMR, personnes porteuses de handicaps etc.). Ce volet spécifique se nomme Objectif Lire.

## Les thèmes
Depuis 1998, la foire désigne un thème par édition : 
- 1998 : Le Livre et ses métamorphoses
- 1999 : Libre comme Livre
- 2000 : Vision du Futur
- 2001 : Imaginaires en Europe
- 2002 : Métissage en Europe
- 2003 : Nomade
- 2004 : Dialogues Inattendus
- 2005 : Sous le signe de l'Aventure
- 2006 : La Passion
- 2007 : Voyage d'Europe
- 2008 : Les mots en colère
- 2009 : Crises et création
- 2010 : L'échappée numérique
- 2011 : Le Monde appartient aux femmes
- 2012 : Sex, Books & Rock'n'Roll
- 2013 : Écrits meurtriers
- 2014 : L'Histoire avec sa grande hache
- 2015 : Les liaisons dangereuses
- 2016 : Le bonheur est à la page
- 2017 : (Ré)enchanter le monde
- 2018 : Sur la route
- 2019 : Nos futurs
- 2020 : Livre ensemble
- 2023 : Osons l'imaginaire !

## Hôte d'honneur
Depuis 2012, la Foire du Livre de Bruxelles met chaque année un pays, une région ou une ville à l'honneur dans son Pavillon International : Italie (2012), Espagne (2013), Royaume-Uni (2014), Québec (2015), Europe (2016), Montréal (2017), Afrique-Caraïbes-Pacifique (2018), Flandre (2019), Maroc (2020), Suisse (2021-2022), Les régions de France (2023)

## Prix littéraire
Tous les ans, la RTBF y décerne son Prix Première.
- 2007 : Houda Rouane, pour Pieds-blancs (Éditions Philippe Rey, 2006)    (ISBN 978-2-84876-062-9)[2]
- 2008 : Marc Lepape, pour Vasilsca (Éditions Galaade, 2008)    (ISBN 978-2-35176-038-3)[3]
- 2009 : Nicolas Marchal, pour Les Conquêtes véritables (Les Éditions namuroises, 2008)    (ISBN 978-2-930378-58-9)[4]
- 2010 : Liliana Lazar, pour Terre des affranchis (Gaïa Éditions, 2009)    (ISBN 978-2-84720-147-5)[5]
- 2011 : Nicole Roland, pour Kosaburo, 1945 (Actes Sud, 2011  (ISBN 978-2-7427-9482-9)[6]
- 2012 : Virginie Deloffre, pour Léna (Albin Michel, 2011  (ISBN 978-2-226-22970-0)[7]
- 2013 : Hoai Huong Nguyen, pour L'ombre douce (Viviane Hamy, 2013)    (ISBN 978-2-878-58576-6)[8]
- 2014 : Antoine Wauters, pour Nos mères (Verdier, 2014)    (ISBN 978-2-86432-745-5)[9]
- 2015 : Océane Madelaine, pour D’argile et de feu (Les Busclats, 2015)    (ISBN 978-2-36166-030-7)[10]
- 2016 : Pascal Manoukian, pour Les échoués (Don Quichotte, 2015)    (ISBN 978-2-35949-434-1)
- 2017 : Négar Djavadi, pour Désorientale (Liana Levi, 2016)   (ISBN 978-2-86746-834-6)
- 2018 : Mahir Guven, pour Grand frère (Éditions Philippe Rey, 2017)  (ISBN 978-2-848766-24-9)

- 2019 : Alexandre Lenot, pour Écorces vives, (éditions Actes Sud, 2018)    (ISBN 978-2-330-11376-6)[11]
- 2021 : Dimitri Rouchon-Borie, pour Le Démon de la colline aux loups , (éditions Le Tripode, 2021)   (ISBN 978-2-37055-257-0)[12]